# Nina Preobrajenska
Nina Preobrajenska (ucraïnès: Ніна Іллівна Преображенська)  (Stavyshche, 16 de febrer de 1956), de casada Antoniuk, és una ex-remadora ucraïnesa que va competir sota bandera soviètica durant la dècada de 1970.
El 1980 va prendre part en els Jocs Olímpics de Moscou, on guanyà la medalla de plata en la competició del vuit amb timoner del programa de rem. En el seu palmarès també destaquen dues medalles d'or i una de plata en el vuit amb timoner del Campionat del món de rem.